# Piłka wodna na Letnich Igrzyskach Olimpijskich 1960
Wyniki turnieju piłki wodnej na Letnich IO w Rzymie:

## Końcowe zestawienie drużyn
- 1.  Włochy
- 2.  ZSRR
- 3.  Węgry
- 4.  Jugosławia
- 5.  Rumunia
- 6.  RFN
- 7.  Stany Zjednoczone
- 8.  Holandia
- 9.–12.  Argentyna
 Południowa Afryka
 Francja
 Egipt
- 13.–16.  Japonia
 Brazylia
 Australia
 Belgia

## Tabela medalowa
| Lp. | Państwo | Medal |
| --- | ------- | ----- |
| 1   | Włochy  |       |
| 2   | ZSRR    |       |
| 3   | Węgry   |       |